# هلال باشکول
هلال باشکول (انگلیسی: Hilal Başkol؛ زادهٔ ۱۰ ژانویهٔ ۱۹۹۵) بازیکن فوتبال اهل ترکیه است.
وی همچنین در تیم‌های ملی فوتبال Turkey women's national under-17 football team, Turkey women's national under-19 football team, Turkey women's national under-21 football team، و زنان ترکیه بازی کرده‌است.